# روزا تادي
روزا تادي (بالإنجليزية: Rosa Taddei)‏ (30 أغسطس 1799 - 1869)؛ كاتِبة، ممثلة وشاعرة إيطالية.